# Лазиокампы
Лазиокампы, или коконопряды (лат. Lasiocampa) — род ночных бабочек из семейства Коконопряды. Является типовым родом семейства.  Крупные и средней величины бабочки с толстым волосатым туловищем, гребневидными усиками у самцов, небольшими головой и глазами. Самки крупнее самцов.

## Виды
- Lasiocampa decolorata (Klug, 1832)
- Lasiocampa eversmanni (Eversmann, 1843)
- Lasiocampa grandis (Rogenhofer, 1891)
- Lasiocampa nana Staudinger, 1887
- Lasiocampa piontkovskii Sheljuzhko, 1943
- Lasiocampa quercus (Linnaeus, 1758)
- Lasiocampa serrula (Guenée, 1858)
- Lasiocampa staudingeri (Baker, 1885)
- Lasiocampa terreni (Herrich-Schäffer, 1847)
- Lasiocampa trifolii (Denis & Schiffermüller, 1775)